# Adam Brincken
Adam Zbigniew Brincken (ur. 4 grudnia 1951 w Nowym Sączu) – polski malarz, rysownik,  profesor malarstwa krakowskiej ASP, animator i uczestnik ruchu kultury niezależnej w kręgu Kościoła.
Studiował na Wydziale Malarstwa  w Akademii Sztuk Pięknych w Krakowie, w pracowni prof. Adama Marczyńskiego. Dyplom z wyróżnieniem w 1975. Profesor krakowskiej ASP. W l. 1990–1996 prezes ZO ZPAP w Krakowie. Członek NSZZ Solidarność od 1980. Aktywny działacz związku w krakowskiej ASP. Współautor 96 postulatów tworzących nową wizję Akademii. W l. 1981–1989 współtwórca Ruchu Kultury Niezależnej i W Kręgu Kościoła.  
Uprawia malarstwo, rysunek, pastel, okazjonalnie scenografię.
Odznaczony Złotym Krzyżem Zasługi (2005) oraz Krzyżem Oficerskim Orderu Odrodzenia Polski (2022). W 2014 otrzymał Srebrny Medal „Zasłużony Kulturze Gloria Artis”.